# Arius goniaspis
Arius goniaspis és una espècie de peix de la família dels àrids i de l'ordre dels siluriformes.

## Morfologia
Els mascles poden assolir els 62 cm de llargària total.

## Distribució geogràfica
Es troba des de Moçambic i Madagascar fins a Sri Lanka, la costa oriental de l'Índia, Bangladesh, Myanmar i Sumatra.